# Chilodontaidae
Chilodontaidae is een familie van weekdieren uit de klasse van de Gastropoda (slakken).

## Geslachten
- Agathodonta Cossmann, 1918 †
- Ascetostoma Herbert, 2012
- Calliovarica H. Vokes, 1939 †
- Chilodonta Etallon, 1862
- Clypeostoma Herbert, 2012
- Danilia Brusina, 1865
- Dentistyla Dall, 1889
- Euchelus Philippi, 1847
- Granata Cotton, 1957
- Herpetopoma Pilsbry, 1890
- Hybochelus Pilsbry, 1890
- Mirachelus Woodring, 1928
- Nevillia H. Adams, 1868
- Perrinia H. Adams & A. Adams, 1854
- Pholidotrope Herbert, 2012
- Tallorbis G. Nevill & H. Nevill, 1869
- Turcica H. Adams & A. Adams, 1854
- Vaceuchelus Iredale, 1929